# 林化東
林化東（英語：Raymond Aloysius Lane；1894年1月2日—1974年7月31日；聖名：雷蒙德）是天主教美國籍主教及瑪利諾外方傳教會會士。曾任遼寧省撫順教區主教（1932年-1946年）及瑪利諾外方傳教會總會長（1946年-1973年）。

## 生平
林化東1894年1月2日生于美國麻省東北部埃塞克斯縣的縣治勞倫斯。他在丹弗斯聖若望預備學校畢業後，他選擇放棄加入西點軍校的機會，轉為回應聖召成為一位神父。1913年，他18岁加入瑪利諾外方傳教會。1920年2月8日，林化東在26歲時晋铎，並在1923年被派遣前往英屬香港後轉到中国东北传教。1925年至1929年間，他獲選為瑪利諾外方傳教會滿洲會省的第一任會長。1929年至1932年間，返回美國出任紐約州瑪利諾神學院院長。
1932年2月4日，聖座從奉奉天宗座代牧區分出奉天省東部及吉林省南部設立撫順宗座監牧區，林化東神父出任首任宗座監牧。
1940年2月13日，聖座將撫順宗座監牧區升格為撫順宗座代牧區，且時獲時任教宗庇護十二世任命46歲的林化東為首任撫順宗座代牧，領銜土耳其伊佩帕教區主教。同年6月11日，在波士頓聖十字主教座堂由瑪利諾外方傳教會總會長華理柱主教主禮，緬因州波特蘭教區主教若瑟·愛德華·麥卡錫及馬薩諸塞州波士頓總教區輔理主教理查德·庫欣襄禮晉牧。
1941年12月8日太平洋戰爭爆發，美籍林化東主教與其他同盟國及美籍神職人員被日本關東軍關押。1946年4月11日，聖座將撫順宗座代牧區升格為撫順教區，屬於满洲教省，林化東主教繼續出任教區正權主教。同年8月7日，林化東主教當選成為瑪利諾外方傳教會第三任總會長，且辭任撫順教區主教。任內他積極推動瑪利諾會在美國國內及海外擴展。1953年，他獲天主教國際和平協會頒發和平獎。1956年8月6日任期結束後，由若望·威廉·康伯主教接任成為瑪利諾外方傳教會總會長。
林化東主教曾出席1962年至1965年間舉行的梵蒂岡第二屆大公會議。1974年7月31日，林化東主教在加利福尼亞州三藩市灣區西南部山景城聖母醫院逝世，享年80岁。